# Athame

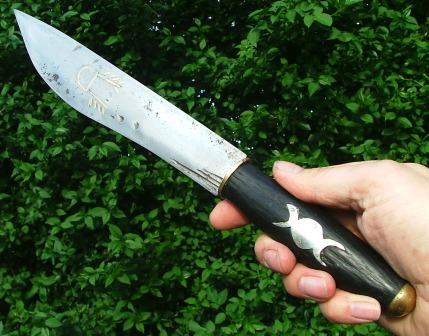
Una versione di athame, con lama in acciaio e manico in legno di quercia. Il simbolo della tripla luna è in argento.

L'athame o athamé (in inglese /əˈθɒm/, /ˈæθəmeɪ/ o /əˈθeɪmiː/) è un particolare coltello-pugnale utilizzato nei rituali neopagani, soprattutto nella wicca. In alcune tradizioni si tratta di un coltello a doppio filo con una corta impugnatura (solitamente nera perché il nero è l'assenza di colore, piuttosto che un colore in sé: si ritiene che il nero possa assorbire le energie negative ed elaborarle, privarle di potere e dissolverle innocuamente nell'universo). Altre tradizioni richiedono che la lama sia non affilata, curva o presenti altre caratteristiche particolari. 
L'athame è utilizzato solo per scopi rituali, per dirigere i flussi di energia; se è necessario tagliare fisicamente qualcosa (come erbe che vengono raccolte per i filtri, corde, etc.) si usa un altro coltello: il boline (anche se alcune tradizioni incoraggiano l'uso dell'athame a scopi pratici, per acquisire familiarità con esso). L'athame invoca l'energia e la allontana, controlla le entità e le forze invisibili, tiene a bada gli spiriti negativi impedendo loro di distruggere un incantesimo e attirando ed invitando le entità che possiedono vibrazioni positive. 
Molte tradizioni associano l'athame col principio maschile o con l'elemento aria, anche se l'associazione col fuoco non è rara.

## Rituale di consacrazione
La consacrazione dell'athame avviene in luna calante ed è piuttosto complessa. Secondo un rituale di consacrazione, la lama deve essere riscaldata ad alta temperatura prima di essere consacrata nel rituale. Al termine del rituale l'athame va sotterrato per settantadue ore; una volta dissotterrato e ripulito, va riposto nel suo fodero in attesa di essere utilizzato. L'athame non deve mai essere usato per incidere la carne o estrarre sangue, nel qual caso lo strumento perderà valore e andrà eliminato. Non va mai mostrato in pubblico, ma va conservato nell'oscurità e trattato con il rispetto e la cura che merita un oggetto rituale.